# Enceinte de Faucogney-et-la-Mer
L'enceinte de Faucogney-et-la-Mer est une muraille située à Faucogney-et-la-Mer, en France.

## Localisation
L'enceinte est située sur la commune de Faucogney-et-la-Mer, dans le département français de la Haute-Saône.

## Historique
L'édifice est inscrit au titre des monuments historiques en 1983.